# ماده تباهیده
ماده تباهیده ماده‌ای است که چگالی آن به طرز غیرمعمولی زیاد است، به گونه‌ای که عامل اصلی فشار آن را می‌توان به اصل طرد پاولی نسبت داد. فشار حفظ شده توسط بدنه یک جسم تباهیده را فشار تبهگنی می‌نامند و از آنجا ناشی می‌شود که بنا بر اصل طرد پاولی ذرات تشکیل دهنده نمی‌توانند وضعیت‌های کوانتومی یکسانی را اشغال کنند.
تبهگن یک حالت ناپایدار است. حالتی است که خود به خود از بین می‌رود؛ مثلاً سطح صاف یک قله و یک چاله را در نظر بگیرید. یک گلوله در روی یک سطح صاف در حالت پایدار قرار دارد. در توی چاله این پایداری بیشتر است چرا که اگر گلوله با نیرویی رانده شود اگر در روی سطح صاف باشد دیگر به حالت قبل بر نمی‌گردد. اما در چاله بسته به شکل چاله و عمق آن و همچینن میزان نیروهای وارد بر گلوله؛ گلوله ممکن است دو باره به حالت قبل خود بر گردد. اما در روی قله اگر نیروهای وارد بر گلوله دقیقاً یکدیگر را خنثی کنند گلوله آن بالا می‌ایستد ولی با کوچکترین نیرویی از آن حالت خارج شده و دیگر به آن نقطه باز نخواهد گشت. نوع نیروهای وارد بر گلوله در بعد از این نقطه با نوع نیروها در آن نقطه متفاوت خواهد بود که در حالت سطح صاف چنین نیست یعنی گلوله بعد از جابجایی کمابیش حالتی مانند قبل از جابجایی را دارد. با این مقدمه به قله؛ یک حالت تبهگن می‌گوییم. تبهگنی در فیزیک کوانتوم: این البته در فیزیک کوانتومی و هسته ای شکل پیچیده تری دارد. در آنجا آنچه به عنوان تبهگنی شناخته می‌شود تبهگنی در حالت انرژی است. یک اتم یا یک هسته را با انرژی ای که به آن نسبت می‌دهیم مشخصه گذاری می‌کنیم؛ یعنی این انرژی یکی از مختصاتی است که رفتار اتم یا هسته را بیان می‌کند. حالا با توجه به این انرژی و نوع ذره رفتار آن را معین می‌کنیم. در بعضی از انرژی‌ها ذره رفتار ناپایداری را نشان می‌دهد که به این حالت حالت تبهگن می‌گویند.

## فشار تبهگنی الکترون (Electron Degeneracy Pressure)
فشار در یک ستاره کوتوله سفید به دلیل ترکیب ویژگی‌های ذره و موج مانند الکترون بالا می‌رود. طبق مکانیک کوانتومی، فقط امکان دارد تعداد معینی از الکترون‌ها در یک فضای ثابت به زور جا داده شوند، در هستهٔ خورشید در این لحظه فضای زیادی وجود دارد، ولی هنگامی که هسته به یک ستارهٔ کوتولهٔ سفید تبدیل شود، خیلی خیلی کوچک‌تر شده و اندازه‌ای چگال خواهد شد که یک قاشق چایخوری از مواد جمع شده از ستاره جرمی به بزرگی یک کامیون مواد را شامل می‌شود.
الکترون‌ها در فضای کوچک‌تری چپانده می‌شوند و مقاومت آن‌ها به دلیل به زور جای‌گرفتن باعث به وجود آمدن فشار وحشتناکی می‌شود (اصطلاح تکنیکی آن فشار تبهگنی الکترون است) که رمبش ستاره را درون خود متوقف می‌کند. فشار تبهگنی الکترون فقط می‌تواند ستاره‌ها را در یک جرم بحرانی معین پشتیبانی کند. این جرم بحرانی، حد چاندراسخار (Chandrasekhar Limit) گفته می‌شود، که تقریباً یک چهارم مرتبه از جرم خورشید پرجرم‌تر است.

## فشار تبهگنی نوترون (Neutron Degeneracy Pressure)
ستاره نوترونی ستاره‌ای است که توسط فشار تبهگنی نوترونی از رمبش حفظ می‌شود. درست شبیه فشار تبهگنی الکترون ولی با این تفاوت که از نوترون‌ها بیشتر از الکترون‌ها استفاده کرده‌است. نوترون‌ها فقط وقتی این فشار را اعمال می‌کنند که در یک فضای بی‌نهایت کوچک چپانده شده باشند. اگر بر فرض مثال هستهٔ ستاره‌ای برای تشکیل یک ستارهٔ نوترونی برمبد، در کسری از ثانیه اندازه‌اش برای مثال از بیست هزار کیلومتر به بیست کیلومتر کاهش می‌یابد.
قبل از رمبش، هسته شدیداً چگال بوده‌است. بعد از آن، یک قاشق چایخوری از موادی که از ستارهٔ نوترونی برداشته‌ایم، حاوی جرمی معادل با یک کوه خواهد بود. می‌دانیم که ستارهٔ نوترونی به این روش تشکیل می‌شود، چون بعضی از ستاره‌های نوترونی پالس‌هایی از امواج رادیویی گسیل می‌کنند و این پالس‌ها موقعیت رخداد برای ابرنواختر آشکار می‌نمایند. احتمال دیگر این است که رمبش هرگز متوقف نمی‌شود. وزن بیشینه‌ای وجود دارد که می‌تواند با فشار تبهگنی نوترونی خنثی شود و اگر این وزن افزوده شود، هیچ چاره‌ای برای توقف رمبش ستاره وجود ندارد. که در این صورت یک سیاه‌چاله به وجود خواهد آمد.